# Matteo Di Giusto
Matteo Emilio Di Giusto (Wetzikon, 18 agosto 2000) è un calciatore svizzero, attaccante del Winterthur.

## Caratteristiche tecniche
È una seconda punta.

## Carriera

### Club
Cresciuto nel settore giovanile dello Zurigo, debutta in prima squadra il 25 agosto 2019 giocando il secondo tempo del match perso 4-0 contro lo Young Boys; al termine della stagione viene ceduto a titolo definitivo al Vaduz.

### Nazionale
Ha giocato nelle nazionali giovanili svizzere Under-16, Under-17, Under-20 ed Under-21.

## Statistiche
Statistiche aggiornate al 5 aprile 2021.

### Presenze e reti nei club
| Stagione        | Squadra         | Campionato      | Campionato | Campionato | Coppe nazionali | Coppe nazionali | Coppe nazionali | Coppe continentali | Coppe continentali | Coppe continentali | Altre coppe | Altre coppe | Altre coppe | Totale | Totale | Totale |
| Stagione        | Squadra         | Comp            | Pres       | Reti       | Comp            | Pres            | Reti            | Comp               | Pres               | Reti               | Comp        | Pres        | Reti        | Pres   | Reti   |        |
| --------------- | --------------- | --------------- | ---------- | ---------- | --------------- | --------------- | --------------- | ------------------ | ------------------ | ------------------ | ----------- | ----------- | ----------- | ------ | ------ | ------ |
| 2019-2020       | Zurigo          | ASL             | 1          | 0          | CS              | 0               | 0               |                    | -                  | -                  |             | -           | -           | 1      | 0      |        |
| 2020-2021       | Vaduz           | ASL             | 24         | 3          | CL              | 0               | 0               | UEL                | 1                  | 0                  |             | -           | -           | 25     | 3      |        |
| Totale carriera | Totale carriera | Totale carriera | 25         | 3          |                 | 0               | 0               |                    | 1                  | 0                  |             | -           | -           | 26     | 3      |        |

## Palmarès

### Club

#### Competizioni nazionali
- Coppa del Liechtenstein: 1

Vaduz: 2021-2022